# Gary y Edmund Entin
Gary Steven Entin (Miami, Florida, 10 de diciembre de 1985) y su hermano gemelo, Edmund Entin (Miami, Florida, 10 de diciembre de 1985), son dos actores estadounidenses que han aparecido juntos en numerosas películas. Son mayormente conocidos por sus papeles en El buscador: Los seis signos de la luz y Seconds Apart.

## Biografía
Gary y Edumud nacieron el 10 de diciembre de 1985 en Miami, Florida. Crecieron en Pembroke Pines, Florida, donde comenzaron su carrera en la Pembroke Pines Theater of the Performing Arts. Comenzaron su carrera filmando en el patio trasero de su tío Michael. La casa se encuentra en Southwest Ranches, FL. Ellos escribían parcelas y tramas y elegían su elenco de entre los niños de su barrio. Actualmente viven juntos en California. 
Han aparecido es películas como El buscador: Los seis signos de la luz y Seconds Apart.